# Eltopia (Washington)
Eltopia es un área no incorporada ubicada en el condado de Franklin en el estado estadounidense de Washington.

## Geografía
Eltopia se encuentra ubicado en las coordenadas 46°5′0″N 119°1′0″O / 46.08333, -119.01667.